# Anthurium rodrigueziae
Anthurium rodrigueziae är en kallaväxtart som beskrevs av Thomas Bernard Croat. Anthurium rodrigueziae ingår i släktet Anthurium och familjen kallaväxter. Inga underarter finns listade.